# 鹿角槲
鹿角槲（学名：Platycerium wallichii）为鹿角蕨科鹿角蕨属下的一个种。

## 扩展阅读
- 維基物種上的相關：鹿角槲